# Министарство унутрашњих послова Републике Српске
Министарство унутрашњих послова Републике Српске (МУП РС) једно је од министарстава Владе Републике Српске које се бави унутрашњим пословима Републике Српске. Садашњи министар унутрашњих послова Републике Српске је Синиша Каран. Извршни орган и институција министарства је Полиција Републике Српске.

## Историја

### Период прије стварања Министарства унутрашњих послова Републике Српске
У предратној Босни и Херцеговини која је била федерална јединица бивше СФРЈ, полиција је била централистички организована. Постојало је Министарство унутрашњих послова Босне и Херцеговине, које је настало 1990. године, трансформацијом Републичког секретаријата унутрашњих послова у МУП БиХ. У оквиру Министарства обављани су послови јавне и државне безбједности. Министарство, односно полиција је била организована на три ниво.
- На локалном (општинском) нивоу постојале су станице јавне безбједности које су биле надлежне да на подручје општине за коју су основане прате, анализирају и предузимају мјере и радње на одржавању јавног реда и мира, спрјечавању и откривању криминалитета, регулисању и одржавању безбједности саобраћаја. На локалном нивоу извршавани су основни полицијски послови, а поред њих и остали унутрашњи послови који су се односили на грађанска стања (лична карта, пребивалиште, боравиште, јединствени матични број, возачке дозволе итд.)
- На регионалном нивоу било је девет центара служби безбједности, а за подручје града Сарајева и градски секретаријат унутрашњих послова, као виши облик организације. У оквиру центара служби безбједности постојали су сектор јавне и сектор државне безбједности. Центром служби безбједности руководио је начелник центра, а он је био надређен сектору јавне и сектору државне безбједности. Центар с. безбједности је на простору који је покривао био надлежан за организацију и непосредно вршење послова.
- На републичком нивоу постојало је и функционисало Министарство унутрашњих послова Босне и Херцеговине.

Дакле, почетак сукоба у Босни и Херцеговини, подјела између припадника МУП-а на националној основи неминовно доводи до тога да се организују двије полиције унутар БиХ. Једна од њих настаје прим постројавањем полиције на Сокоцу 4.априла 1992. године, што се данас обиљежава као дан полиције Републике Српске. Априлски догађаји из 1992. године доводе до потребе да се на Палама формира Влада Српске Републике Босне и Херцеговине. Формирање Владе подразумијевало је и формирање Министарства унутрашњих послова.

### Формирање МУП-а Републике Српске
Иако је у том периоду све било у сјени ратних збивања, од самог почетка сукоба било је јасно да је неопходно да полиција настави и са обављањем својих редовних послова и задатака. Да би се ови послови могли извршавати на потребном нивоу, било је неопходно формирати и развијати министарство у правом смислу те ријечи, а не само имати га на папиру. Како су на територији која је у то вријеме била под контролом Срба остала само два од претходних девет центара (Бања Лука и Добој), прво је требало формирати центре службе безбједности. Тако је одмах у априлу извршено формирање центара са сједиштем у Бијељини, Српском Сарајеву и Требињу, а у Бања Луци и Добоју су наставили да функционишу постојећи центри.
За потребе координације извршавања ових послова и задатака основане су потребне линије рада у сједишту министарства на Палама. Међутим, од почетка је било јасно да на Палама нема потребног кадровског и материјално-техничког (смјештајног) потенцијала. Због тога је донесена одлука да се највећи дио министарства дислоцира у Бијељину, гдје су постојали много повољнији услови. Тако је већ у августу 1992. године у Бијељину смјештена комплетна структура јавне безбједности, док је на Палама остао ресор државне безбједности, Кабинет министра и Управа за материјалнофинансијске и имовинске послове.
Доласком у Бијељину отворени су повољнији услови за развој и унапређење службе јавне безбједности. Обезбијеђен је адекватан смјештај, а сам географски положај Бијељине мотивисао је већи број припадника министарства који су морали напустити своја предратна пребивалишта да се радно ангажују у Бијељини. Тако од самог формирања ресора јавне безбједности у Бијељини почиње планско и организовано развијање службе. Упориште за овакав приступ било је у Закону о унутрашњим пословима Републике Српске, који је донесен у априлу 1992. године, а којим је дефинисана организација и надлежност Министарства. На основу овог закона, по линијама рада које су формиране самим оснивањем Министарства, донесени су подзаконски акти који су омогућили да се линије рада понашају и послове из свог дјелокруга обављају професионално и законито.

## Мисија
Мисија Министарства унутрашњих послова Републике Српске се своди на настојања да Република Српска буде сигурно, безбједно и боље мјесто за живот и рад за све њене грађане, са условима који омогућавају развој и просперитет у свим областима живота и рада.

## Дјелокруг
Полицијски послови су:
- оперативно-стручни послови којима се обезбјеђује заштита живота, лична безбједност, људска права и слободе, заштита уставног поретка од насилног угрожавања и промјена и безбједност Републике у складу са законом;
- заштита свих облика својине;
- спречавање вршења кривичних дјела, откривање кривичних дјела, проналажење, хватање и предаја извршилаца кривичних дјела надлежним органима;
- одржавање јавног реда и мира;
- заштита одређених личности и објеката;
- обезбјеђење јавних скупова, манифестација, културних и спортских приредби и других дозвољених видова масовног окупљања грађана;
- безбједност и контрола саобраћаја на путевима, одређени послови безбједности у другим областима саобраћаја и пружање помоћи ради отклањања посљедица којима се угрожава безбједност лица или имовина у већем обиму, послови асистенције и пружања помоћи другим органима, послови цивилне заштите, као и одређени послови заштите од пожара, превентивно-техничке заштите, промета, употребе и ускладиштења опасних материја.

Остали унутрашњи послови су:
- управно-правни;
- аналитичко-информатички, послови комуникације и везе;
- материјално-финансијски и имовински послови;
- школовање и стручно оспособљавање;
- контрола набављања, држања и ношења оружја и муниције;
- јединствен матични број;
- пребивалиште и боравиште; путне исправе;
- личне карте;
- возачке дозволе и регистрације моторних и прикључених возила.